# 十九局站
十九局站位于中华人民共和国辽宁省大连市金州新区202国道与胜利路西侧，是大连地铁3号线九里支线的地铁车站，于2008年12月28日随3号线支线开通而启用。车站名称“十九局”是主体结构南侧的中铁十九局集团第五工程有限公司的简称。

## 位置
十九局站位于金州新区大连经贸外语学院北，202国道与胜利路的西侧。

## 车站结构
十九局站为侧式站台高架站。
| F3层 | 候车区                                           | 候车区、扶梯及楼梯往站厅 |  |
| F3层 | 侧式站台，开右边门                               |                          |  |
| F3层 | █ 3号线支线列车往普兰店振兴街及九里方向 （九里） |                          |  |
| F3层 | █ 3号线支线列车往开发区方向 （和平路）           |                          |  |
| F3层 | 侧式站台，开右边门                               |                          |  |
| F3层 | 候车区                                           | 候车区、扶梯及楼梯往站厅 |  |
| F2层 | 站厅                                             | 自动售票机、进站闸机     |  |
| F1层 | 车站出入口                                       | A出入口                  |  |

## 车站出口
本站设有2个出入口，均位于202国道（胜利路）西侧，但B出入口已暂停使用。
| 出口编号 | 出口指示 | 建议前往的目的地                                                           |
| -------- | -------- | -------------------------------------------------------------------------- |
| 出口 · A |          | 胜利路、美和食品有限公司、中铁十九局集团第五工程有限公司、大连经贸外语学院 |
| 出口 · B | 暂停使用 | 拥政街道                                                                   |

## 附近公交线路
- - 金州102路、金州113路公交车。

## 未来发展
2021年末大连地铁13号线一期开通后，本站作为3号线支线的一部分，将通过联运方式提供13号线的运营服务。但在13号线二期开通后，本站将成为3号线支线与13号线的换乘车站，届时本站将成为3号线支线的北端终点站。